# Broussey-en-Blois
Broussey-en-Blois település Franciaországban, Meuse megyében. Lakosainak száma 57 fő (2022. január 1.). Broussey-en-Blois Mauvages, Bovée-sur-Barboure, Naives-en-Blois, Sauvoy és Villeroy-sur-Méholle községekkel határos.

## Népesség
A település népességének változása:
| Lakosok száma | 74   | 45   | 54   | 64   | 55   | 57   | 59   | 57   | 56   | 57   |
|               | 1968 | 1982 | 1990 | 2006 | 2013 | 2015 | 2017 | 2019 | 2020 | 2022 |